# Caudron Aiglon
Caudron C.600 Aiglon là một loại máy bay thông dụng hai chỗ dùng để tham quan, thể thao do hãng Caudron–Renault chế tạo.

## Biến thể
- C.600 Aiglon
- C.600G Aiglon
- C.601 Aiglon Senior
- C.610 Aiglon
- Caudron KXC1

## Quốc gia sử dụng
Argentina
 Pháp
- Không quân Pháp

 Guatemala
- Không quân Guatemala

 Hungary
- Không quân Hoàng gia Hungary

 Nhật Bản
- Không quân Hải quân Đế quốc Nhật Bản

 Cộng hòa Tây Ban Nha
- Không quân Cộng hòa Tây Ban Nha

## Tính năng kỹ chiến thuật (C.600)
Đặc điểm tổng quát
- Chiều dài: 27 ft 11½ in (8,52 m)
- Sải cánh: 38 ft 9¼ in (11,82m)
- Chiều cao: 9 ft 53⁄4 in (2,89m)
- Diện tích cánh: 156,19 ft² (14,51 m²)
- Trọng lượng rỗng: 1.235 lb (560 kg)
- Trọng lượng cất cánh tối đa: 1.940 lb (880 kg)
- Động cơ: 1 × Renault 4Pgi Bengali Junior, 100 hp (75 kw)

 Hiệu suất bay 
- Vận tốc cực đại: 137 mph (220 km/h)
- Tầm bay: 435 miles (700 km)